# Rue du Général-de-Gressot
La rue du Général-de-Gressot est une voie de communication de Wissous dans l'Essonne.

## Situation et accès

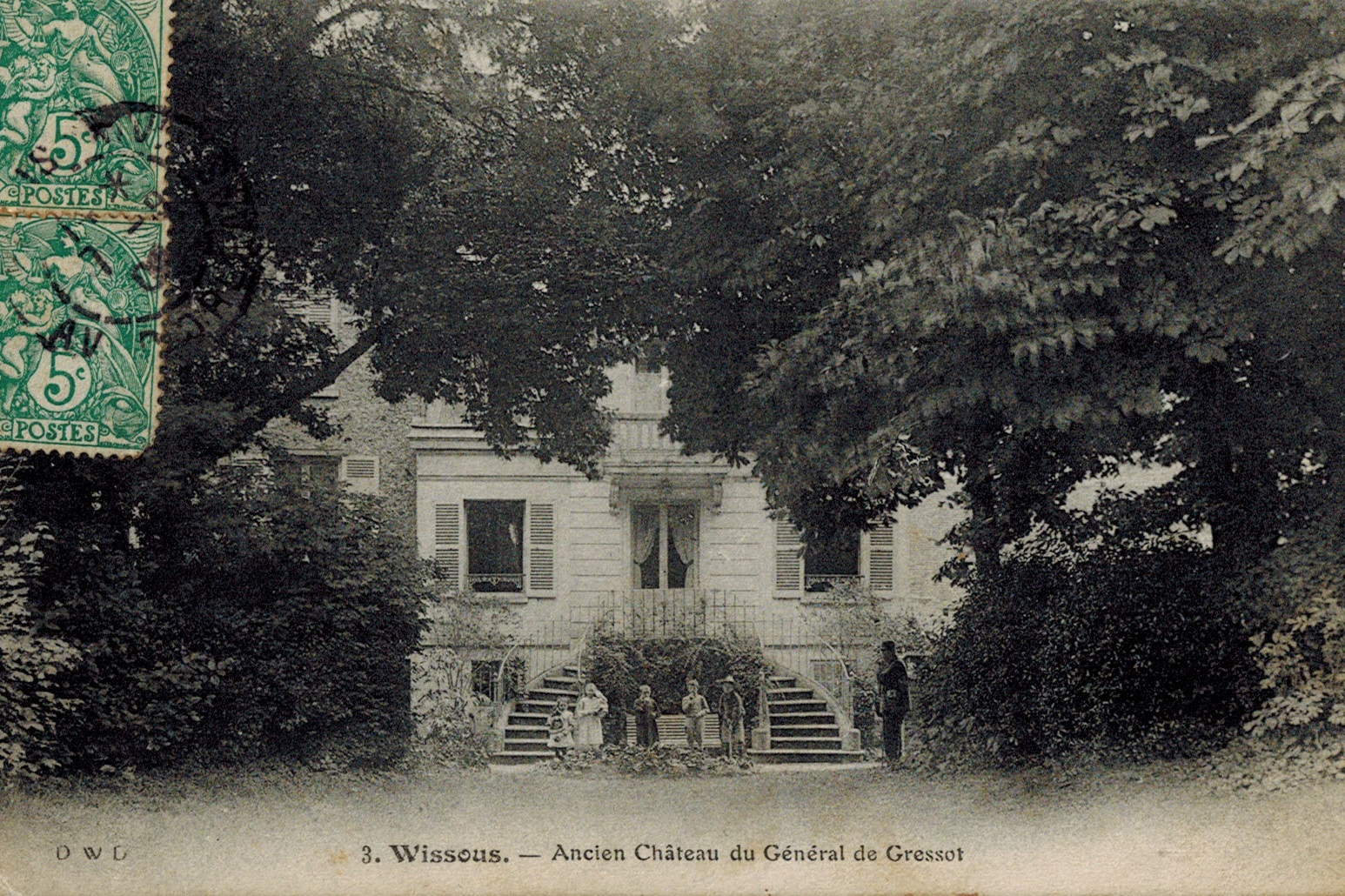
Ancien château du Général de Gressot - carte postale - vers 1900.

Orientée du nord au sud, cette rue commence son tracé au rond-point des Jumelages, lieu de rencontre de la rue Gilbert-Robert, de la route de Montjean, du chemin de la Vallée et de la rue du Bon-Puits. Longeant le domaine Les Étangs, elle se termine dans l'axe de la rue de la Division-Leclerc.

## Origine du nom

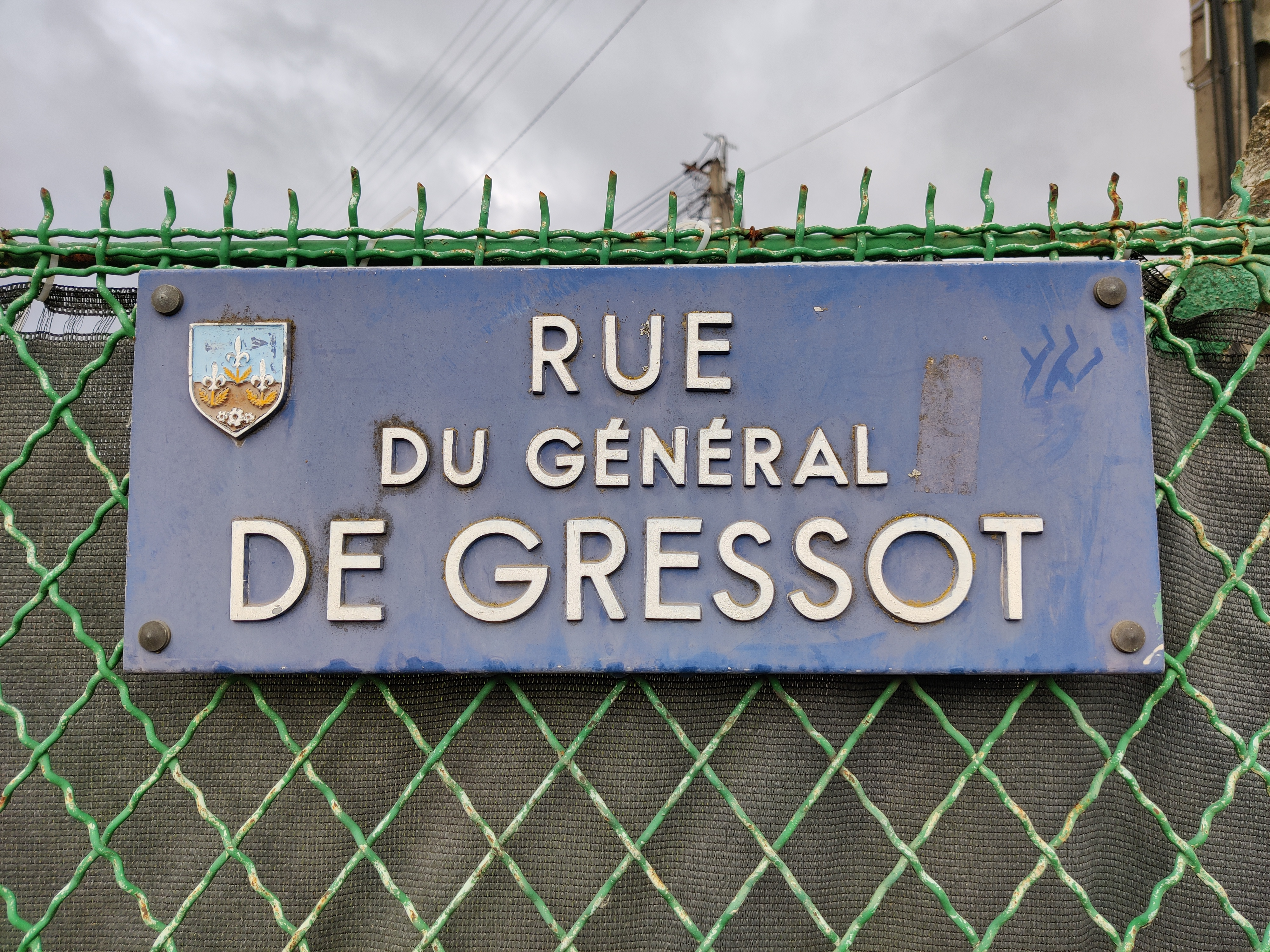
Rue du Général-de-Gressot.

Cette rue a été nommée en hommage au général Xavier M. Thérèse Eugène de Gressot. Il demeurait dans cette rue, dans une propriété par la suite occupée par Paul Flatters, puisqu'il a épousé la veuve de ce dernier.

## Historique

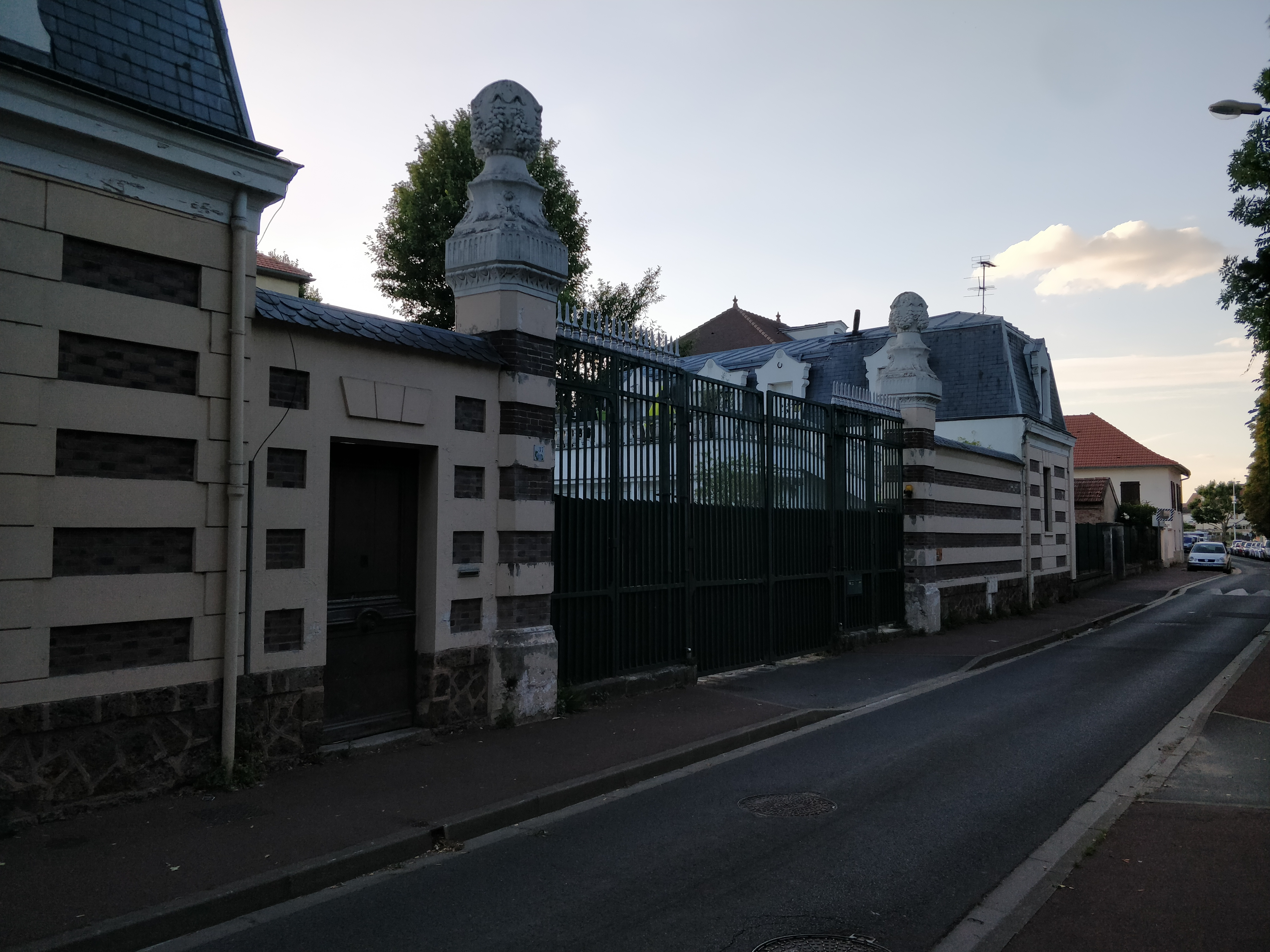
Portail de la maison de César Daly.

Cette voie était autrefois la rue de la Vallée qui est attestée en 1787.

## Bâtiments remarquables et lieux de mémoire
- Fontaine du bas de la Vallée, dite La Coulette[5]. Les eaux de cette fontaine sont captées en souterrain au lieudit La Fontaine d'Orme, puis traverse par une canalisation le parc des Étangs[6]. Elle fut construite avant 1641[7] par Claude Delanoue, marchand orfèvre à Paris[8]. En 1835, l'acte de vente du domaine des Étangs appartenant à Antoine Lesage, maire de la ville, et acquis par Marie de Mothes de Blanche, mentionne l'existence dans la rue, d'un bassin alimenté par la fontaine et destiné à l'usage et aux commodités de la population[9].

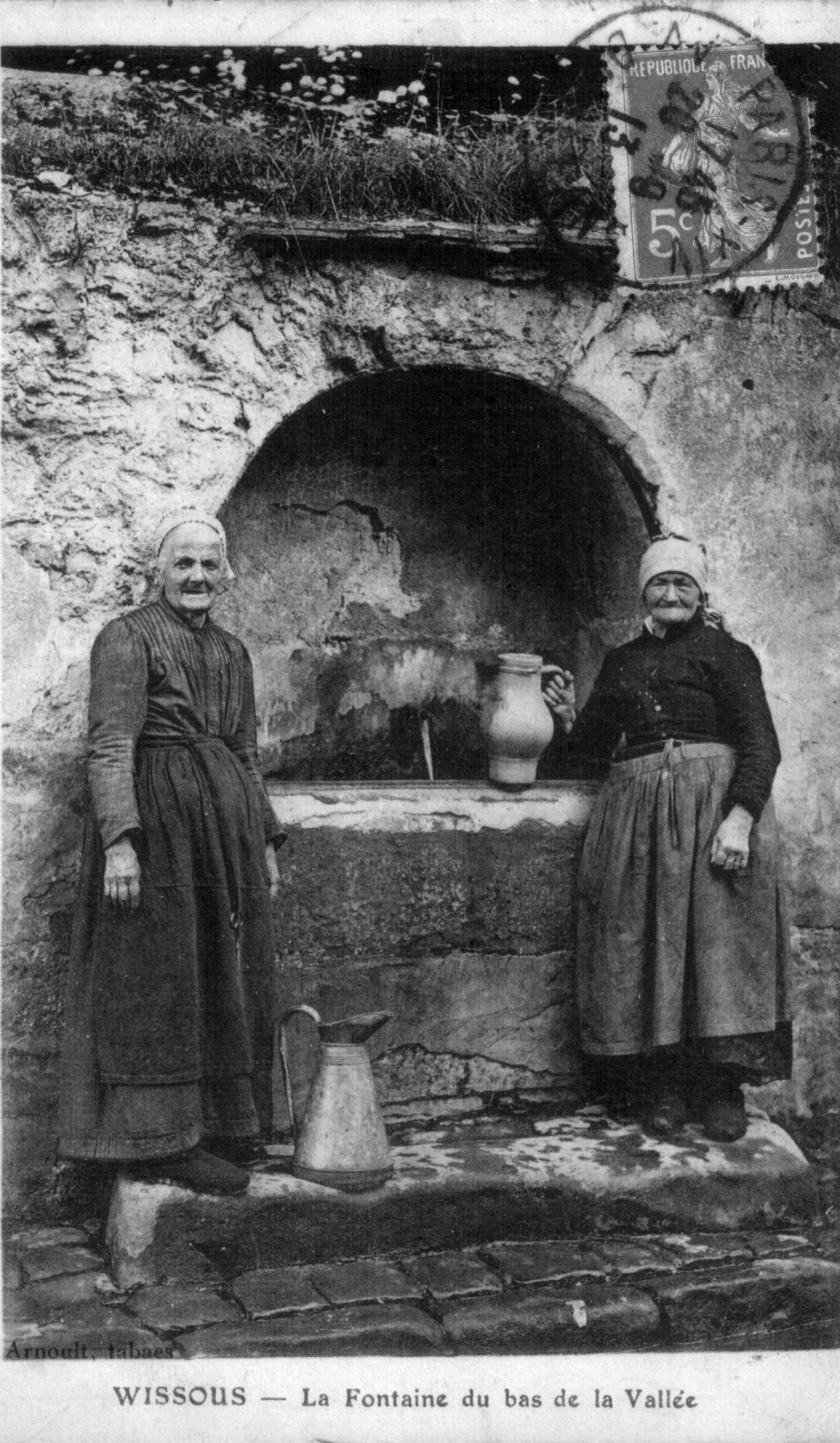
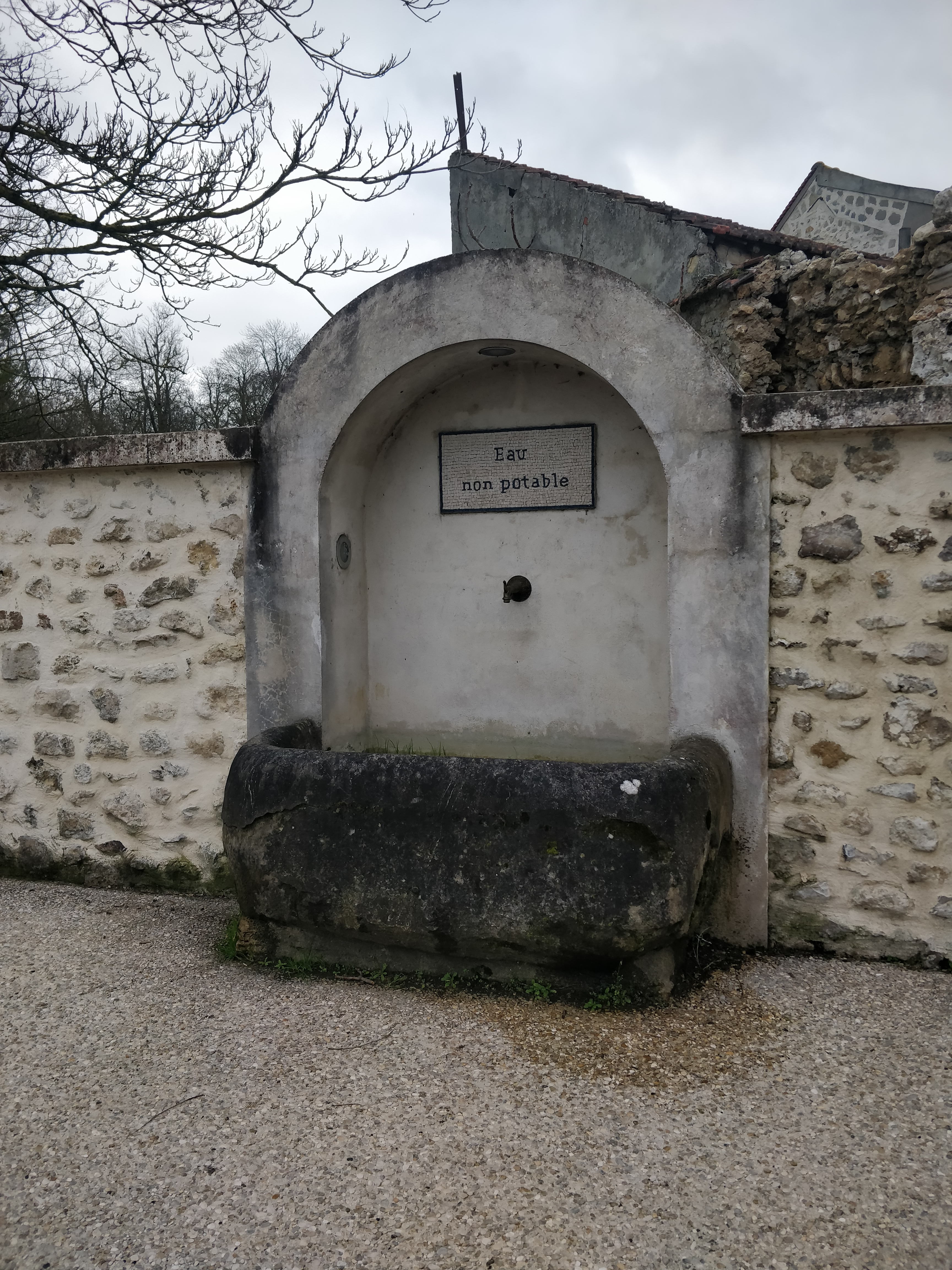

- L'architecte César Daly y a acquis en 1864 au no 37 une propriété localement appelée « La Pergola »[10] ou la « Maison Daly ». Il y expire en janvier 1894.
- Ancienne croix de la Vallée, représentée en 1894 par le peintre Jean-Charles Cazin.
- Domaine Les Étangs - Espace Arthur-Clark, et monument à Arthur Clark[11].
- Bibliothèque de Wissous, ancienne propriété Les Étangs.

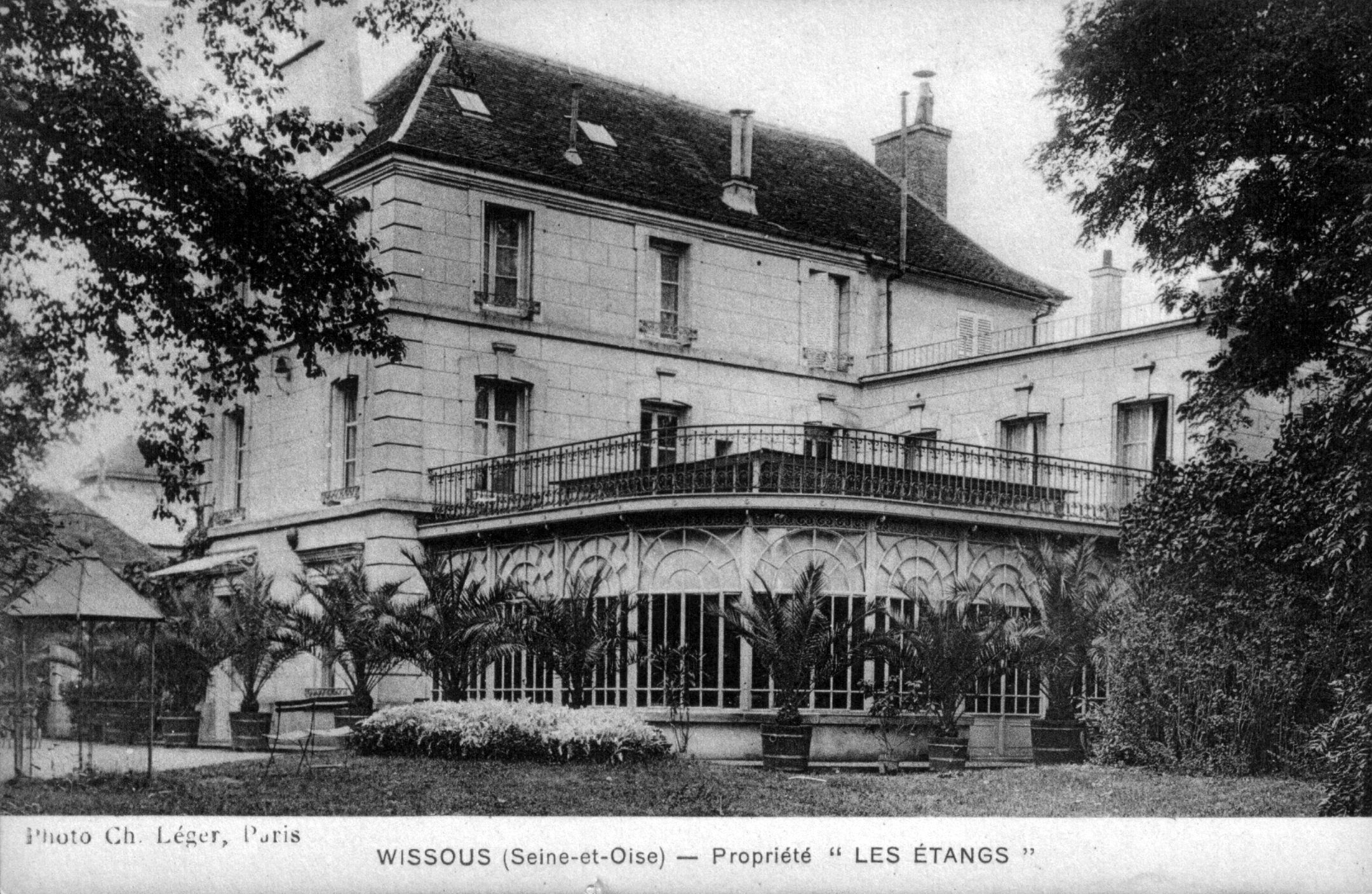
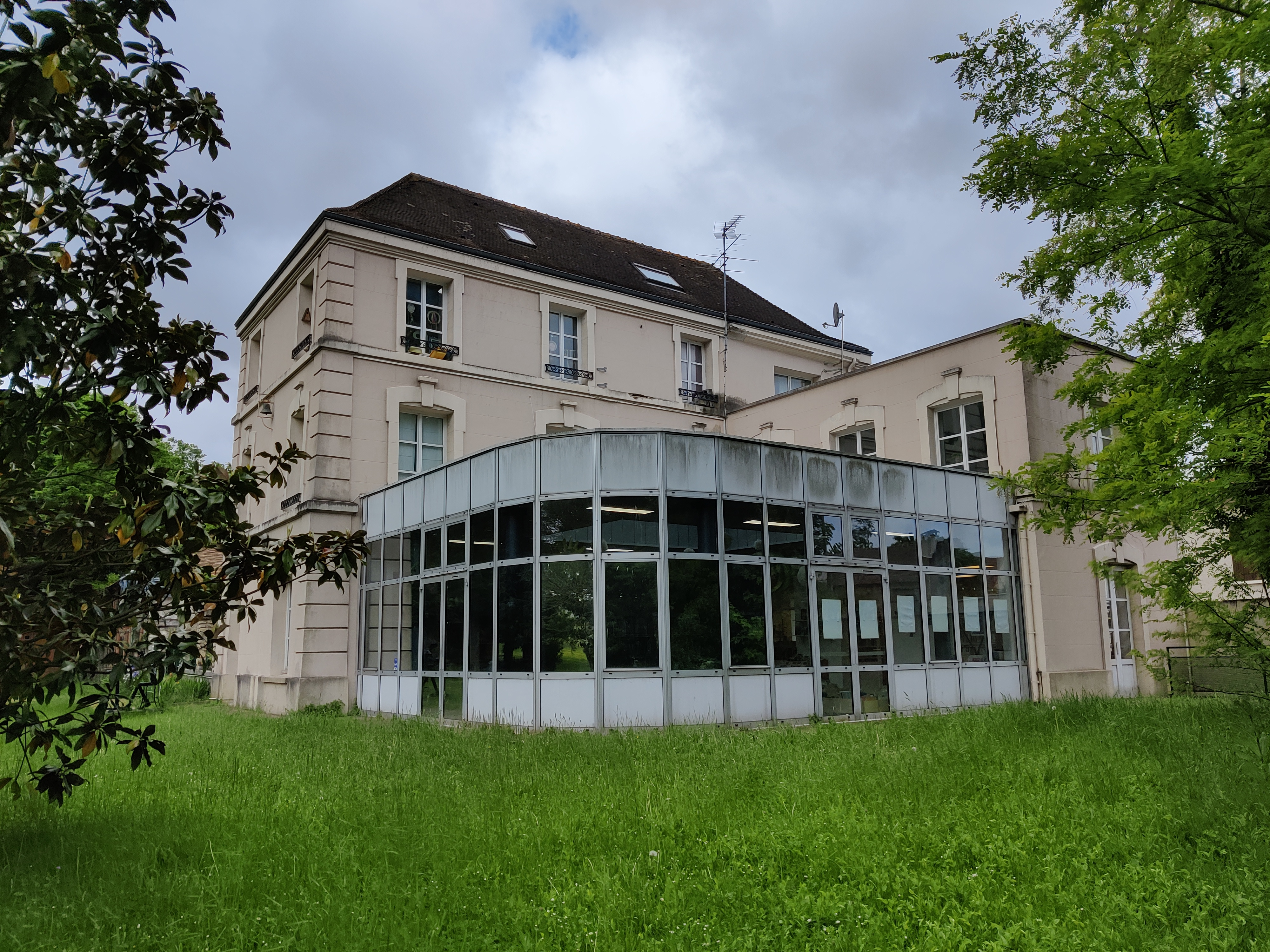